# Битва при Моргартене
Битва при Моргартене (нем. Schlacht am Morgarten) — сражение 15 ноября 1315 года между крестьянским ополчением недавно образованного Швейцарского союза трёх кантонов и австрийскими войсками Габсбургов. Битва при Моргартене показала полнейшую неэффективность рыцарской конницы в горных районах и, наряду с битвами при Стерлинге (1297), при Куртре (1302) и при Бэннокберне (1314), стала одним из первых сражений в средневековой истории, где пехота одержала убедительную победу над тяжеловооружёнными конными рыцарями.

## Предыстория
Дом Габсбургов в стремлении контролировать Сен-Готард — кратчайший путь в Италию — столкнулся с интересами трёх швейцарских кантонов (Ури, Швиц и Унтервальден), имевших грамоты от предыдущих правителей Священной Римской империи, даровавших им широкие права автономии в пределах имперских земель. В 1314 году Людвиг Баварский, будущий император, и Фридрих Красивый Габсбург одновременно провозгласили себя императорами Священной Римской империи. Кантоны поддержали Людвига Баварского, так как опасались, что Габсбурги захватят их земли и включат их в свои владения, как это уже было в конце XIII века. Кантон Швиц был первым швейцарским кантоном, открыто спровоцировавшим конфликт с Австрией. В 1315 году жители кантона напали и разграбили приграничный бенедиктинский монастырь Эйнзидельн, находившийся под австрийским протекторатом. Формальным поводом к конфликту послужили противоречия в связи с разделом пастбищных земель.

## Ход сражения

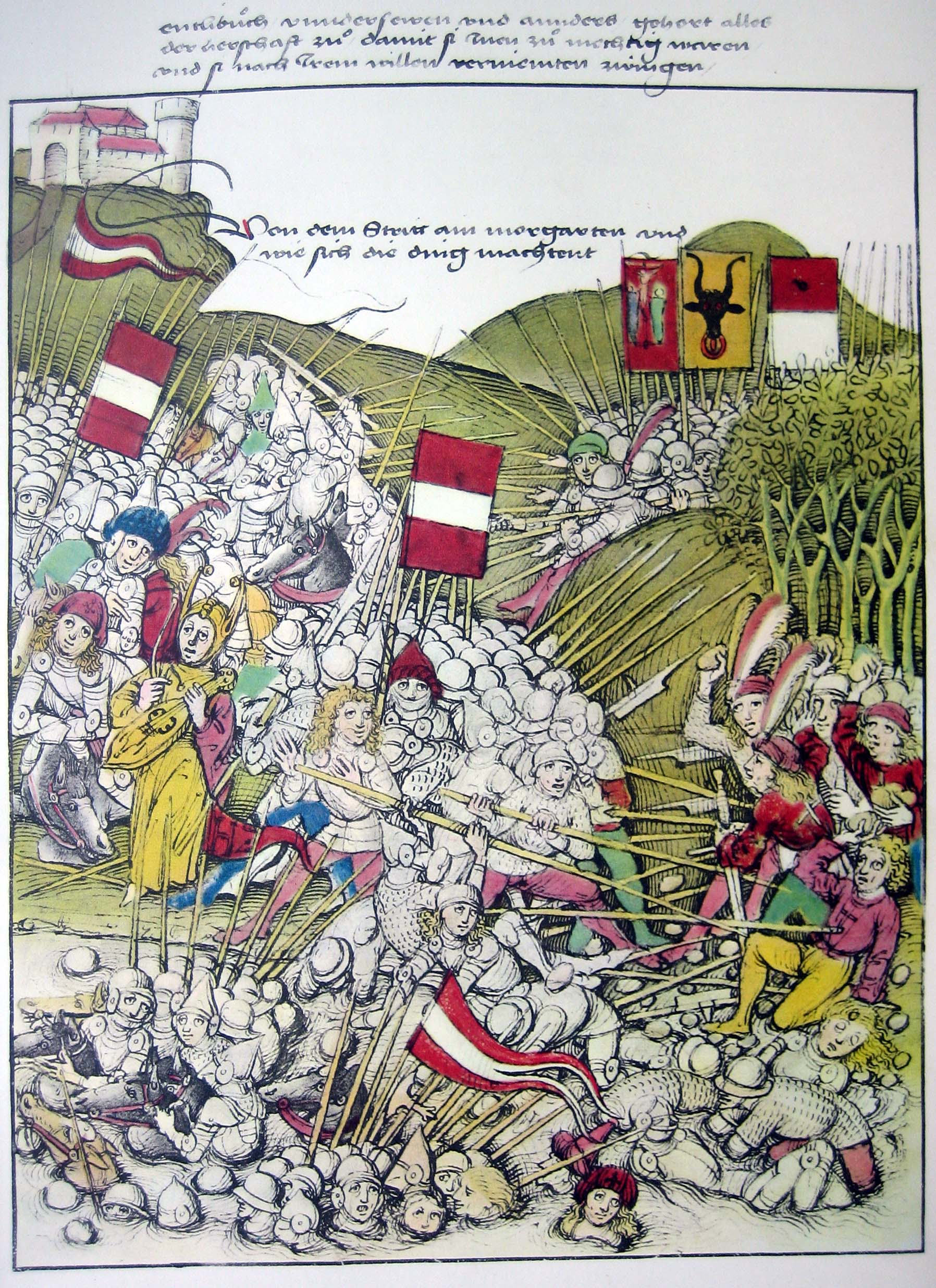
Миниатюра из «Бернской хроники» Диболда Шиллинга Старшего (1483).

Поход против восставших кантонов возглавил брат Фридриха III, герцог Леопольд Австрийский. Австрийские войска насчитывали до 9000 воинов, из них около 2000 всадников. Столкнувшись с такими силами, повстанцы укрылись за многочисленными деревянными и земляными укреплениями. Зная о защитных сооружениях противника, Леопольд решил ударить по наиболее слабому звену в защите повстанцев, путь к которому лежал через перевал Моргартен. Против наступавших австрийцев кантон Швиц выставил лишь 1300 человек, к которым присоединились вспомогательные отряды кантонов Ури (300 воинов) и Унтервальден (100 воинов). Повстанцы устроили засаду между озером и Моргартенским проходом, где узкая тропа пролегала между крутым спуском и болотом. Австрийская армия двигалась колонной, в голове которой находились рыцари. Достигнув узкого дефиле, австрийцы обнаружили, что дорога впереди заблокирована. Вынужденные повернуть налево, австрийцы пошли по узкой тропинке и вскоре столкнулись с очередным препятствием в лице небольшого отряда повстанцев, державшего оборону близ деревушки Шафштеттен. Швейцарцы упорно держали оборону, пытаясь сдержать натиск австрийского авангарда.
Остановив продвижение австрийцев, швейцарцы добились первой тактической победы, которая была частью единого плана действий по разгрому и уничтожению армии противника. Австрийская колонна превратилась в громоздкую и неповоротливую массу людей. Тем временем швейцарцы послали небольшой отряд избранных людей, которые, двигаясь по лесистому склону, должны были отрезать австрийский авангард от остальных сил. Отряд успешно справился со своим заданием, завалив проход стволами деревьев и прочим мусором. Австрийская пехота оказалась отрезанной от конницы. Практически сразу же швейцарцы атаковали из леса, забросав смешавшихся австрийцев градом камней, после чего последовала прямая рукопашная схватка, в которой швейцарцы умело использовали свои алебарды и топоры. Австрийцы, охваченные ужасом, вынуждены были отступать к болоту, где многие из них погибли. В общей сложности в битве погибло около 2000 австрийцев, главным образом, рыцарей. Потери швейцарцев были минимальны.
Иоганн из Винтертура, хронист того времени, писал об этой битве так:

Это была не битва, людей герцога Леопольда просто резали как скот; горцы убивали их, как овец на бойне. Никто не оказывал сопротивления, но все до последнего, без всяких различий, были перебиты. Ярость конфедератов была столь велика, что отряды австрийской пехоты, видя, как храбрейшие рыцари падают беспомощными, в панике бросались в озеро, предпочитая сгинуть в его водах, нежели пасть жертвой ярости своих врагов.
Разгром швейцарцами феодальной армии Габсбургов обеспечил независимость конфедерации и послужил толчком к формированию швейцарского государства. Результаты битвы были юридически закреплены в Брунненском договоре 1315 года.